# پاتریس برگز
پاتریس برگز (انگلیسی: Patrice Bergues؛ زادهٔ ۱۲ فوریهٔ ۱۹۴۸) بازیکن فوتبال اهل فرانسه است.